# 존 맥퍼슨 (1745년)
제1대 준남작 존 맥퍼슨 경(Sir John Macpherson, 1st Baronet, 1745년 – 1821년 1월 12일)은 영국인으로서 인도의 행정관이었다. 그는 1785년부터 1786년까지 벵골 총독 대행을 지냈다.

## 어린 시절
맥퍼슨은 1745년 스카이섬의 슬리트에서 태어났으며, 그의 아버지인 존 맥퍼슨(1713년–1765년)은 그곳의 성직자였다.
그의 어머니는 베르네라의 도널드 매클라우드의 딸인 재닛이었다. 아버지인 두갈드 맥퍼슨(Duirinish의 성직자)의 아들은 애버딘 대학교에서 고전학을 전공하여 두각을 나타냈고(1728년 문학 석사, 1761년 신학 박사), 유이스트 교구의 바라(1734년–42년)와 슬리트(1742년–65년)의 성직자였다. 그는 1768년 런던에서 '고대 칼레도니아인, 그들의 후손인 픽트족, 브리튼 및 아일랜드 스코틀랜드인의 기원, 고대 유물, 언어, 정부, 풍습, 종교에 대한 비판적 논문'을 출판했으며, '스코트 매거진' 1, 9, 11권에 모세의 노래를 라틴어 운문으로 번역하여 실었다. 그는 오시안의 시의 진정성을 옹호했으며, 새뮤얼 존슨은 그의 라틴어 운문이 그에게 명예를 가져다주었다고 선언했다. 맥퍼슨 박사의 큰아들 마틴 맥퍼슨(1743년–1812년)은 슬리트에서 그의 뒤를 이었고, 존슨 박사가 하이랜드를 방문했을 때 존슨 박사의 존경을 받았다.
어린 아들인 존은 킹스 칼리지 애버딘과 에든버러 대학교에서 교육을 받았다.

## 인도로의 첫 번째 여정
1767년 3월, 그는 그의 외삼촌 알렉산더 맥클라우드 선장이 지휘하는 동인도 회사의 선박에서 명목상 선박 사무원으로 인도로 항해했다. 맥퍼슨은 마드라스에 상륙하여 카르나틱의 나와브 무함마드 알리에게 소개되었다. 그의 재정 상태가 매우 좋지 않았던 나와브는 동인도 회사 마드라스 관리들에게 고금리로 막대한 금액을 빌렸다. 채권자들에게 시달리던 그는 본국 정부에 자신의 입장을 대변할 목적으로 맥퍼슨에게 영국으로의 비밀 임무를 맡겼다. 맥퍼슨은 1768년 11월 영국에 도착했다. 그는 총리인 제3대 그래프턴 공작 오거스터스 피츠로이와 여러 차례 면담했으며, 총리는 결국 존 린지 경을 국왕 특사로 파견하여 나와브의 주장을 해결하게 했다. 이 임무는 전례가 없고 월권적이었기 때문에 회사는 항의했고, 린지는 소환되었다.

## 인도로의 두 번째 여정
맥퍼슨은 1770년 1월 회사에 사원으로 입사하여 인도로 돌아왔다. 그는 마드라스에서 6년 동안 행정 업무를 담당했다. 그는 또한 나와브와의 인연을 다시 맺었고, 그 스스로 고백했듯이 때때로 나와브를 위해 돈을 빌려주기도 했다. 1776년 마드라스 총독 조지 피곳, 1대 피곳 남작은 맥퍼슨이 나와브에게 보낸 편지를 입수했는데, 이 편지에는 맥퍼슨의 영국 임무에 대한 자세한 내용이 담겨 있었다. 이 문서는 회사의 행동에 대한 심각한 비판을 담고 있었으며, 맥퍼슨이 본국 정부를 회사에 반대하도록 음모를 꾸몄음을 시사했다. 이에 그는 해고당했다. 그는 1777년 영국으로 돌아왔고, 그 전에 나와브로부터 본국 정부에 보낼 새로운 공문을 받았다.

## 1779년-1782년 크리클레이드 하원의원
맥퍼슨은 4년 동안 영국에 머물렀다. 1779년 4월부터 1782년 5월까지 그는 하원의 크리클레이드 의원으로 활동했으며, 아르코트의 나와브로부터 급여를 받고 나와브의 주장을 입법부에 밀어붙인 혐의를 받은 6명의 의원 중 한 명이었다.

## 캘커타 임명
맥퍼슨은 마드라스 의회의 해고에 대해 이사들에게 항소했다. 이사들은 카르나틱에서 그의 하인들이 벌인 음모에 전혀 만족하지 않았고, 그를 복직시켰다. 그러나 1781년 1월, 그가 마드라스로 돌아가기 전에, 그가 지지했던 노스 경의 정부는 그를 벵골 최고 평의회의 공석이 된 리처드 바웰의 자리로 임명했다. 이 임명은 대중의 비난을 받았고, 1782년 하원 위원회는 나와브의 주장을 지지하는 맥퍼슨의 과거 행위가 인도의 평화를 위협했다고 선언했다.
맥퍼슨은 워런 헤이스팅스가 총독으로 재임하던 후반기에 헤이스팅스의 조치에 대해 정기적이지만 비지성적인 반대를 표명했다.

### 총독
1785년 2월, 그는 평의회의 선임 위원으로서 헤이스팅스의 사임으로 총독이 되었다. 영국이 장기간의 절망적인 전쟁에 휘말려 있었기 때문에 그는 재정이 크게 혼란스러운 것을 발견했다.

### 재정 관리
맥퍼슨은 반란 직전의 군대에게 급여를 지불하기 위해 국고의 현금을 사용하기 시작했다. 다른 모든 지불은 연 8%의 이자가 붙는 채권으로 상환될 때까지 이루어졌다. 공공 지출이 대폭 삭감되었고, 징수에 최대한의 주의를 기울였으며, 12개월 만에 새로운 채무 전체를 상환하고 정부의 일반 경비를 충당할 만큼 충분한 현금이 축적되었다. 임기 말에 맥퍼슨은 1,250,000 파운드(2009년 기준 3억 7,500만 파운드)라는 막대한 금액의 지출을 줄였다고 자랑할 수 있었다. 그러나 그의 통치 기간 동안 전쟁이 없었다는 점을 기억해야 하며, 그의 재정적 성과는 실제로 부하 직원인 조나단 던컨의 제안 덕분이었다. 더욱이 맥퍼슨은 회사의 관리들이 저지른 심각한 부패를 막기 위해 아무것도 하지 않았고, 공정한 비평가인 콘월리스 경은 그의 정부를 '가장 더러운 엽관정치'라고 비난한다.

### 마하라자 마하도지 신디아의 주장
맥퍼슨이 최고 권력을 잡은 직후, 마라타족의 수장인 마하라자 마하도지 신디아는 인도의 명목상 황제인 샤 알람을 장악하고 영국에게 1765년에 황제에게 약속한 조공의 미납금으로 400만 파운드(2009년 기준 12억 파운드)를 요구했다. 맥퍼슨은 즉시 해당 주장을 철회하고 부인할 것을 주장하며, 재차 요구할 경우 전쟁을 위협했다. 신디아의 야심에 대비하여 그는 마라타 연방의 공인된 수도인 푸나에 찰스 말렛을 영국 특사로 임명했다. 1786년 마라타족은 마이소르의 술탄인 티푸에 대항하여 전쟁을 선포했다. 맥퍼슨은 마라타 영토 방어에 사용될 3개 대대의 지원을 제안했다. 이 제안은 맥퍼슨의 재임 기간 동안 수락되지 않았고, 그의 후임자에 의해 철회되었다.

### 페낭
맥퍼슨은 페낭의 획득 및 설립을 감독했으며, 1786년 6월 프랜시스 라이트를 행정관으로 임명했다.

### 영국으로 귀국
맥퍼슨은 1786년 6월 10일 준남작이 되었고, 9월에는 콘월리스 경에게 자리를 물려주게 되었는데, 이는 그에게 큰 불만이었다. 그 후 그는 영국으로 돌아왔다.
그의 친구들은 총독직의 법적 임기가 5년이었으며, 맥퍼슨이 단 20개월 만에 비행 없이 해임된 것은 부당하다고 주장하려 했다. 그러나 이 주장은 근거가 없어 무시되었고, 맥퍼슨은 이제 던다스에게 콘월리스 경의 후임을 약속받거나, 적어도 벵골 의회에 그의 옛 자리로 돌아갈 것을 요청하려 했다. 이 또한 거부되었다. 맥퍼슨이 이러한 요구로 정부를 괴롭힌 유일한 목적은 막대한 금전적 보상을 얻는 것이었고, 그의 공직 기회가 완전히 사라지자 그는 연 2,000 파운드(2009년 기준 60만 파운드)의 연금을 청원했다.
약간의 지연 끝에 그는 1789년 3월 1일부터 1790년 3월 1일 사이에 3회로 나누어 지불되는 15,301 파운드 7 실링을 받았다. 1809년 6월, 그는 추가로 연 1,000 파운드(2009년 기준 30만 파운드)의 연금을 받았는데, 이는 아르코트 나와브에게 10,000 파운드(2009년 기준 300만 파운드)의 채권을 회사에 양도한 대가였다.

## 1788년 크리클레이드 하원의원
1788년 맥퍼슨은 다시 크리클레이드 선거구에서 하원의원으로 선출되었으나, 그의 상대편인 새뮤얼 페트리의 청원에 따라 뇌물 수수 혐의로 의원직을 상실하고 3,000 파운드의 벌금을 물게 되었다. 그는 이제 휘그당 야당에 합류하여 1802년까지 웨일스 공과 친밀한 관계를 유지했다.

## 피렌체와 빈 방문
1789년 그는 피렌체를 방문하여 레오폴트 대공으로부터 재정 및 행정 문제에 대한 조언을 요청받았다. 레오폴트가 1790년 황제가 되었을 때 그는 빈에서 그를 방문했다. 맥퍼슨의 큰 키, 잘생긴 얼굴, 그리고 예의 바른 태도는 그를 사교계에서 큰 인기인으로 만들었고, 그의 폭넓은 지식과 언어적 재능은 학자들의 존경을 받았다.

## 1796년-1802년 호샴 하원의원
그는 1796년 9월 호샴에서 의석을 얻었으며, 1802년 6월까지 하원에서 활동했다.

## 휘티드 킨과의 분쟁
1806년 인도 문제에 대한 논의에서 몽고메리 의원 휘티드 킨은 그 기회를 이용해 아르코트 나와브와의 관계를 비난했다. 맥퍼슨은 2006년 5월 31일자 "하원의원 휘티드 킨에게 보내는 공개 서한"을 통해 암묵적인 혐의에 답변했다. 그는 1777년에 나와브와의 친분을 통해 프랑스가 그 군주에게 비밀 제안을 했다는 사실을 알게 되었고, 이를 폭로한 것이 영국 정부에 큰 도움이 되었다고 밝혔다. 그는 또한 나와브에 대한 자신의 채권이 아직 상환되지 않았다고 덧붙였다.

## 사망
맥퍼슨은 결혼하지 않고 1821년 1월 12일 브롬턴 그로브에서 사망했으며, 그의 준남작 작위는 단절되었다.

## 참고 문헌
- James Noël MacKenzie MacLean (1967). 《The Early Political Careers of James "Fingal" Macpherson, 1736-1796, and Sir John Macpherson, Bart., 1744-1821》. University of Edinburgh. OCLC 302412558.
- George McElroy (1987). 〈Ossianic Imagination and the History of India: James and John Macpherson as Propagandists and Intriguers〉.   Jennifer J. Carter; Joan H. Pittock. 《Aberdeen and the Enlightenment》. Aberdeen University Press. 363–374쪽. ISBN 978-0-08-034524-6.